# IV symfonia „Window to the Past” Fossa
IV symfonia „Window to the Past” – utwór instrumentalny, skomponowany przez Lukasa Fossa w 1995.
Kompozycja przeznaczona jest na wielką orkiestrę symfoniczną. Powstała na zamówienie City College of New York. Kompozytor dedykował ją pamięci swojego dawnego znajomego Harolda Newmana, współzałożyciela wydawnictwa muzycznego Hargail, które opublikowało kilka wczesnych utworów Fossa. Newman był też współwłaściwielem wytwórni płytowej Hargail, która nagrała Fossa jako pianistę w kilku albumach z muzyką Mozarta, Hindemitha, Milhauda i Fossa (jako kompozytora).

## Premiera
Światowa prapremiera symfonii miała miejsce w Bostonie w grudniu 1995, w wykonaniu Bostońskiej Orkiestry Symfonicznej pod dyrekcją kompozytora.

## Budowa i charakterystyka utworu
Utwór ma charakter osobistych wspomnień kompozytora i jest wypełniony cytatami z jego muzyki, głównie z lat 40. i 50.
Symfonia składa się z czterech części:
I Molto sostenuto Allegro
II Half tone = 48-52
III Scherzo: Vivace
IV Fireworks: based on "American Fanfare"
W części pierwszej Molto sostenuto Allegro kompozycja otwiera się czystą formą sonatową dopełnioną epizodami o charakterze fugi.
Część druga Half tone = 48-52 nawiązuje do jego Preludium fortepianowego D-dur (1949) po czym przenosi ze stylu lat 40. do jeszcze wcześniejszego świata muzyki Charlesa Ivesa, niejako przywołując nowatorstwo jego twórczości.
Część trzecia Scherzo: Vivace odnosi się do Scherza Ricercata Fossa z 1953 i jest rozszerzeniem sola fortepianowego do pełnych symfonicznych proporcji.
Finałowa część Fireworks znacząco różni się od pozostałych części symfonii. Foss napisał ją na podstawie swojego znacznie późniejszego utworu American Fanfare (1990) i w przeciwieństwie do pozostałych cytatów muzycznych w jego symfonii, tym razem zawarł nazwę źródła w partyturze. Być może było to ostatnie oświadczenie kompozytora w odniesieniu do starej debaty, rozpętanej po premierze jego kantaty Prairie (1943), na ile urodzony w Niemczech żydowski emigrant może być prawdziwie amerykańskim kompozytorem.  W IV Symfonii Foss podsumowuje swoje życie i karierę bezsprzecznie udowadniając swoją amerykańskość.

## Instrumentarium
- 2 flety piccolo
- 2 oboje
- 2 klarnety, w tym klarnet basowy
- 2 fagoty, w tym kontrafagot
- 4 waltornie
- 3 trąbki
- 3 puzony, w tym 1 puzon basowy
- tuba
- kotły
- 3 perkusje
- harfa
- fortepian lub czelesta
- instrumenty smyczkowe:
I skrzypce
II skrzypce
altówki
wiolonczele
kontrabasy
- harmonijka ustna (ad libitum)